# Nigel Olsson
Nigel Olsson (né le 10 février 1949 à Wallasey) est un batteur britannique, principalement connu en tant que collaborateur d'Elton John.

## Biographie
Il fait ses débuts à la fin des années 1960 au sein du groupe Plastic Penny. Après la séparation du groupe, il rejoint brièvement le Spencer Davis Group en 1969, puis Uriah Heep en 1970 (apparaissant sur l'album Very 'eavy... Very 'umble). Elton John fait appel à lui et au bassiste Dee Murray pour son premier concert aux États-Unis, en août 1970, et les deux musiciens constitueront sa section rythmique jusqu'en 1975 et l'album Captain Fantastic and the Brown Dirt Cowboy. Olsson a retrouvé Elton John par la suite : d'abord dans les années 1980, puis à partir de 2001.
Olsson a également publié quelques albums en solo.

## Discographie solo
- 1971 : Nigel Olsson's Drum Orchestra and Chorus (Uni Records)
- 1975 : Nigel Olsson (Rocket Records)
- 1978 : Nigel (Columbia Records)
- 1980 : Changing Tides (Bang Records)
- 2001 : Move the Universe (81 Records)